# アベニューX駅
アベニューX駅（Avenue X）はブルックリン区グレーブセンドのアベニューXとマクドナルド・アベニュー交差点に位置するニューヨーク市地下鉄INDカルバー線の駅でF系統が終日停車する。

## 駅構造
| P プラットホーム階 | 相対式ホーム、右側ドアが開く | 相対式ホーム、右側ドアが開く                                                         |
| P プラットホーム階 | 北行緩行線                   | ← ジャマイカ-179丁目駅行き（アベニューU駅）                                          |
| P プラットホーム階 | 南行急行線                   | → 定期列車なし                                                                       |
| P プラットホーム階 | 南行緩行線                   | → コニー・アイランド-スティルウェル・アベニュー駅行き（ネプチューン・アベニュー駅）→ |
| P プラットホーム階 | 相対式ホーム、右側ドアが開く |                                                                                      |
| M                  | 改札階                       | 改札、駅員詰所、メトロカード自動券売機                                               |
| G                  | 地上階                       | 出入口                                                                               |

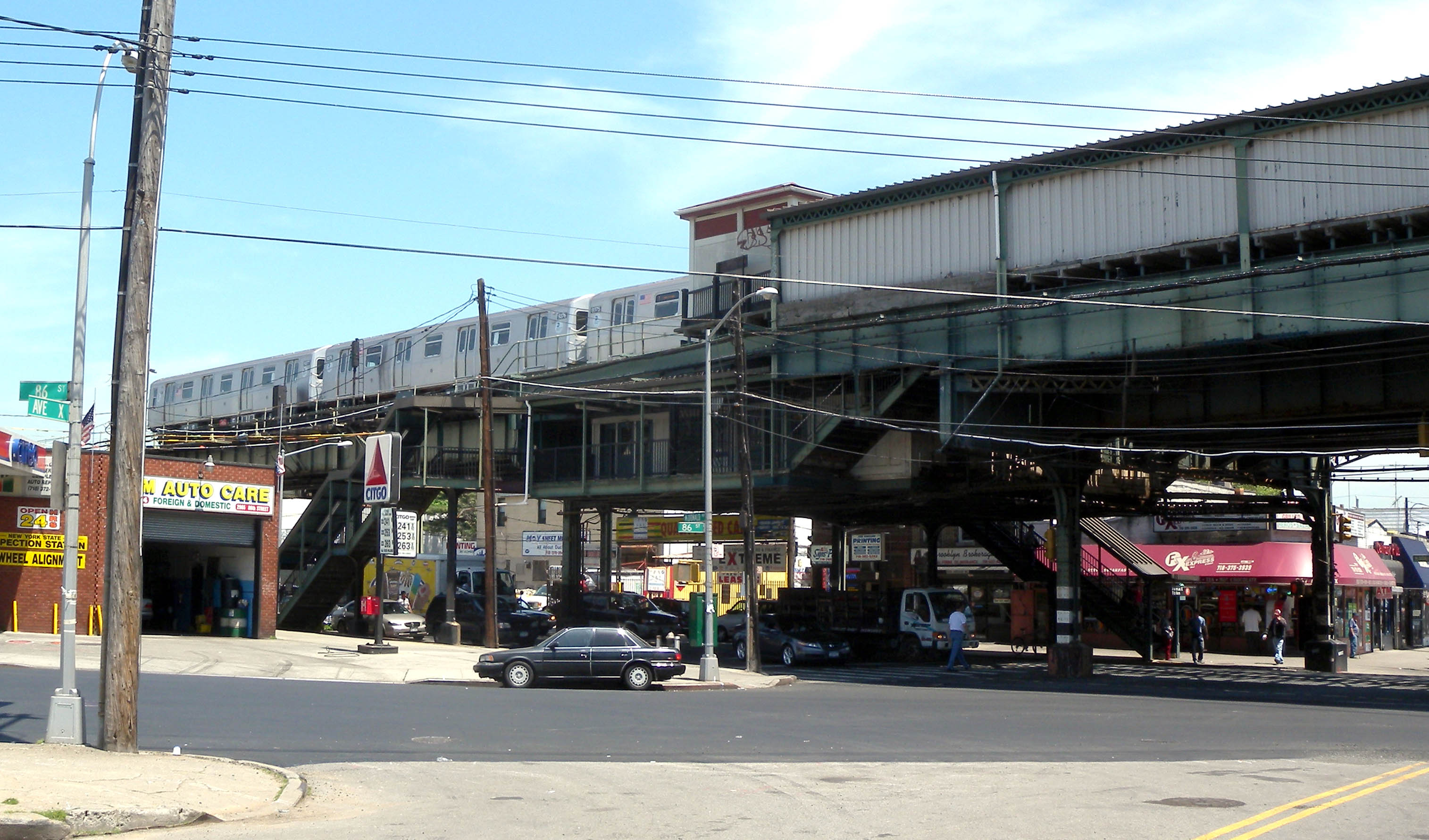
地上から見た駅

駅は相対式ホーム2面3線の駅で、駅の南で2線となると同時にコニーアイランド車両基地への接続線が分岐する。
北行ホームは2015年6月29日から2016年12月28日まで、南行ホームは2016年6月7日から2017年5月8日まで改装を行ったが、北行ホームは他のカルバー線内高架駅と改装を行った時期がずれていた。これは配線の都合で北行列車が急行線を使用できないためである。

### 出入口
駅の改札は2か所あるが、南側の改札は南行ホーム上にあり、出口専用となっている。その出口専用改札からはアベニューXとマクドナルド・アベニュー交差点の南西に階段が1つ、他のホーム下にある出入兼用改札からは同交差点北西と北東に、階段が1つずつ通じている。